# Daniela Seel
Daniela Seel (* 4. Dezember 1974 in Frankfurt am Main) ist eine deutsche Lyrikerin, Übersetzerin, Herausgeberin und Verlegerin.

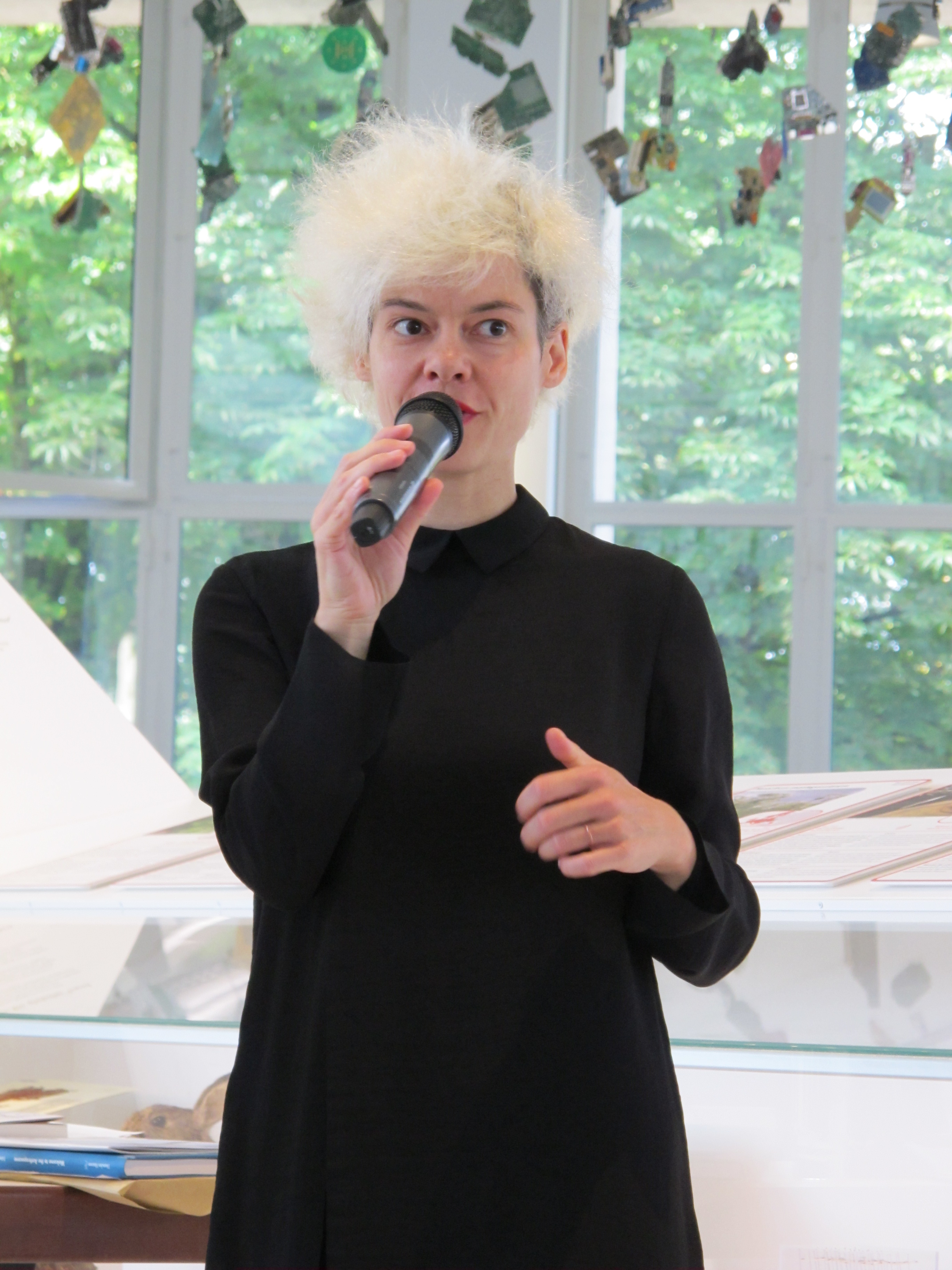
Daniela Seel, 2016

## Leben
2003 gründete die Lyrikerin und ausgebildete Verlagskauffrau Daniela Seel gemeinsam mit dem Buchgestalter und Illustrator Andreas Töpfer den Independent-Verlag kookbooks – Labor für Poesie als Lebensform. Im Zuge dessen ist sie sowohl als Lyrikerin tätig als auch als Verlegerin, Lektorin und Kritikerin, wobei sie bereits vor der Verlagsgründung als Lektorin und Korrektorin gearbeitet hatte.
Daniela Seels Gedichte erschienen in Zeitschriften, Zeitungen, Anthologien, im Radio und im Internet, unter anderem in den Literaturzeitschriften Zwischen den Zeilen und Edit, in der Frankfurter Allgemeinen Zeitung, im Deutschlandfunk, auf dem Internet-Portal poetenladen.de sowie in den Anthologien Lyrik von Jetzt (DuMont 2003) und Jahrbuch der Lyrik (S. Fischer 2009, DVA 2011).
Für ihren ersten Gedichtband ich kann diese stelle nicht wiederfinden (kookbooks 2011) erhielt sie den Friedrich-Hölderlin-Förderpreis der Stadt Bad Homburg, den Ernst-Meister-Förderpreis und den Kunstpreis Literatur von Lotto Brandenburg.
Sie ist Mitgründerin des PEN Berlin.
Daniela Seel lebt in Berlin.

## Ausbildung
Seel nahm unmittelbar nach dem Abitur ein Studium auf, wechselte aber mehrfach Fächer und Universitäten. Ab 1996 studierte sie Germanistik und Literaturwissenschaft in Berlin.
1997 machte sie ein Praktikum in einem kleinen Verlag und arbeitete fortan als freie Lektorin und Korrektorin. Als der Verlag sich zu einer Agentur für Kommunikation und Mediendienstleistungen weiterentwickelte, bot man ihr eine Stelle als feste Redakteurin an. Seel brach daraufhin ihr Studium ab und absolvierte parallel zu ihrem Job eine Ausbildung zur Verlagskauffrau.

## Auszeichnungen
- 2006 Förderpreis des Kurt-Wolff-Preises für ihren Verlag kookbooks
- 2007 Förderpreis des Horst-Bienek-Preises für Lyrik
- 2008 Arbeitsstipendium des Berliner Senats
- 2011 Förderpreis des Friedrich-Hölderlin-Preises der Stadt Bad Homburg
- 2011 Förderpreis des Ernst-Meister-Preises für Lyrik der Stadt Hagen
- 2011 Kunstpreis Literatur der Land Brandenburg Lotto GmbH[6]
- 2012 Stipendium der Stiftung Brandenburger Tor für einen Aufenthalt in Split
- 2014 Stipendiatin des Writer-in-Residence-Programms des Goethe-Instituts in Reykjavík
- 2015 Arbeits- und Recherchestipendium des Berliner Senats
- 2015 Villa Aurora Fellow
- 2016 Arbeitsstipendium im Künstlerhof Schreyahn
- 2017 Mondseer Lyrikpreis[7]
- 2019 Spitzenpreis beim 1. Deutschen Verlagspreis
- 2023 Heimrad-Bäcker-Preis[8]
- 2023 Stipendium des Deutschen Literaturfonds[9]
- 2024 Alfred-Kolleritsch-Würdigungspreis der Stadt Graz
- 2025 Kleist-Preis

## Zitate
„Die Utopie eines jungen, innovativen Literaturverlags, die Daniela Seel jetzt realisiert hat, hielten die präpotenten «Experten» für völlig blauäuig. Nun zeigt uns eine dreissigjährige Verlegerin, dass literarische Leidenschaft eben doch Berge versetzen kann.“

„Immer noch überkomme sie von Zeit zu Zeit das Gefühl, auf der falschen Seite zu stehen, sagt sie, doch sieht man ihr an, dass sie diese Last gern trägt – und es auch kann. Denn hinter ihrem zarten, verletzlich wirkenden Äußeren stecken Kraft und Selbstbewusstsein.“

## Veröffentlichungen

### Gedichte
- ich kann diese stelle nicht wiederfinden. kookbooks, Idstein 2011, ISBN 978-3-937445-46-5.
- was weißt du schon von prärie. kookbooks, Berlin 2015, ISBN 978-3-937445-73-1.
- Auszug aus Eden. Verlag Peter Engstler, Ostheim an der Rhön, 2019, ISBN 978-3-946685-24-1.
- Nach Eden. Gedicht. Suhrkamp, Berlin 2024, ISBN 978-3-518-43189-4.

### Herausgeberschaft
- I Sit Like A Garbage God. Feminism in 14 poems. English/Dutch/French, Brussels 2014
- zusammen mit Anja Bayer: all dies hier, Majestät, ist deins – Lyrik im Anthropozän, kookbooks, Berlin 2016, ISBN 978-3-937445-80-9.
- Friederike Mayröcker: Lämmchens Biscuit, Büchergilde Gutenberg, Frankfurt/Main 2022[12]

### Übersetzungen
- Rozalie Hirs: gestammelte werke. kookbooks, Berlin 2017, ISBN 978-3-937445-67-0.
Mehrsprachige Ausgabe.  Deutsche Übertragung: Rozalie Hirs, Daniela Seel, Ard Posthuma; Englische Übertragung: Donald Gardner, Ko Kooman, Willem Groenwegen, Moze Jacobs; Chinesische Übertragung: Aurea Sison; Spanische Übertragung: Diego Puls; Albanische Übertragung: Anton Papleka; Schwedische Übertragung: Boerje Bohlin; Serbo-Kroatische Übertragung: Jelica Novaković, Radovan Lučić; Litauische Übertragung: Ausra Gudaviciute, Gytis Norvilas; Russische Übertragung: Nina Targan Mouravi
- Robert Macfarlane: Die verlorenen Wörter. Matthes & Seitz, Berlin 2021, ISBN 978-3-95757-622-4.
- Robert Macfarlane: Die verlorenen Zaubersprüche. Matthes & Seitz, Berlin 2021, ISBN 978-3-7518-0208-6.
- Anne Boyer: Die Unsterblichen. Körper, Krankheit, Kapitalismus. Matthes & Seitz, Berlin 2021.
- Alexis Pauline Gumbs: Unertrunken. Was ich als Schwarze Feministin von Meeressäugetieren lernte, AKI Verlag, Zürich 2021.
- Amanda Gorman (gemeinsam mit Joy Denalane): Change – Eine Hymne für alle Kinder. Hoffmann und Campe, Hamburg 2021.
- Amanda Gorman (gemeinsam mit Marion Kraft): Call Us What We Carry – Was wir mit uns tragen. Hoffmann und Campe, Hamburg 2022.
- Amanda Gorman (gemeinsam mit Marion Kraft): Irgendetwas, irgendwann. Hoffmann und Campe, Hamburg 2023.

## Radiofeature
- was weißt du schon von prärie, gemeinsam mit Frank Kaspar, SWR/DLF 2015[13]